# 342. strelska divizija (ZSSR)
342. strelska divizija (izvirno rusko 342. стрелковая дивизия; kratica 342. SD) je bila strelska divizija Rdeče armade v času druge svetovne vojne.

## Zgodovina
Divizija je bila ustanovljena novembra 1941 v Saratovu. Septembra 1943 je bila preimenovana v 121. gardno strelsko divizijo. Pozneje so jo ponovno ustanovili in kasneje preoblikovali v 33. motorizirano strelsko divizijo.